# Rövaren, Esbo
Rövaren (finska: Ryöväri) är en ö i Finland. Den ligger i Finska viken och i kommunen Esbo i den ekonomiska regionen  Helsingfors i landskapet Nyland, i den södra delen av landet. Ön ligger omkring 18 kilometer sydväst om Helsingfors.
Öns area är 8,9 hektar och dess största längd är 470 meter i sydväst-nordöstlig riktning. Ön höjer sig omkring 20 meter över havsytan.